# Festa di san Rocco (Venezia)
La festa di san Rocco è un evento religioso e civile che si svolge annualmente a Venezia, il 16 agosto.

## Storia

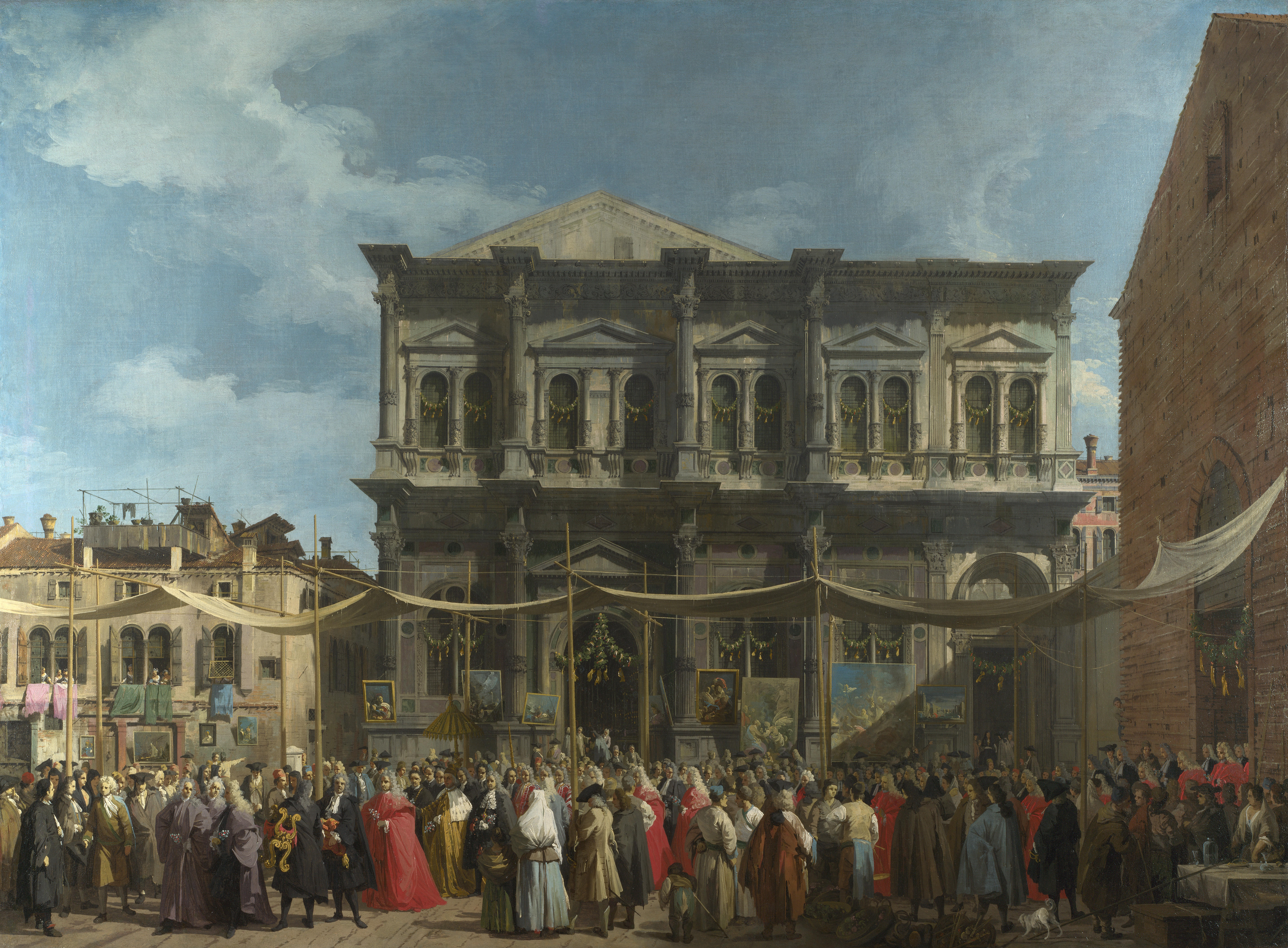
Canaletto, Festa di San Rocco, 1735 circa, Londra, National Gallery.

Durante l'epidemia di peste del 1576 (la stessa che portò alla creazione della Basilica del Redentore) il popolo veneziano ricorse anche all'intercessione di san Rocco, compatrono della città, per arrestare il morbo. Per volontà del Consiglio dei Pregadi (il Senato della Repubblica di Venezia) il 16 agosto, giorno in cui ricade la commemorazione liturgia di san Rocco, venne dichiarato festivo con prescrizione della visita del doge alla chiesa cittadina a lui intitolata.
Il doge si recava alla chiesa di san Rocco su barca dorata, accompagnato dalla Serenissima Signoria, dal Senato e dagli ambasciatori venendo accolti dalla più alte cariche della confraternita cittadina dedicata al santo taumaturgo, la Scuola Grande di San Rocco. La messa a cui partecipavano veniva celebrata dal cappellano della confraternita e, una volta terminata la funzione, il corteo procedeva in processione dalla chiesa all'edificio che ospita la sede della Scuola Grande, attraversando il campo San Rocco, per ammirare i tesori custoditi della confraternita e venerare le reliquie del santo. Tra tutte le Scuole Grandi della città, quella di san Rocco era l'unica ad avere tale privilegio.
Per riparare il corteo processionale dal sole di agosto, nel campo San Rocco veniva allestito un ampio e sontuoso baldacchino provvisorio, sotto il quale venivano posizionati dei tappeti. Questo baldacchino veniva comunemente chiamato «el tendòn del doge».

## Tradizioni religiose
Ancora oggi Venezia festeggia, il 16 agosto, San Rocco quale compatrono. Una processione inizia alle ore 17 da Campo dei Frari alla volta della chiesa di San Rocco, dove viene svolta una solenne celebrazione eucaristica.

## Tradizioni civili
Nei saloni della Scuola Grande di San Rocco, la sera del 16 agosto, viene solitamente svolto un concerto al quale fa seguito la consegna dell'annuale Premio San Rocco.